# 벨고로드의 기

벨고로드의 기

벨고로드의 기는 러시아 벨고로드주 벨고로드의 공식 상징(문장과 함께) 가운데 하나이다. 깃발은 도시 주민들 간의 화합과 상호 작용의 상징이다.
현재 깃발은 1999년 7월 22일 벨고로드 시의회 제321호의 결정에 의해 승인되었으며 2002년에 등록 번호 978로 러시아 연방 국가 문장 등록부에 등록되었다.

## 설명
깃발은 두 가지 색상의 캔버스로 가로로 두 부분으로 나뉜다. 위쪽 부분은 파란색이고 아래쪽 부분은 흰색이다. 깃발의 상단 파란색 부분에는 두 마리의 문장 동물이 있다. 윗부분 중앙에는 뒷다리에 황금 사자가 서 있다. 사자 위에는 날개를 쭉 뻗은 흰 독수리가 있다.